# Крупская, Надежда Константиновна
Наде́жда Константи́новна Кру́пская (14 (26) февраля 1869, Санкт-Петербург — 27 февраля 1939, Москва) — российская революционерка, советская государственная, партийная, общественная и культурная деятельница, организатор и главный идеолог советского образования и коммунистического воспитания молодёжи. Известна также как супруга Владимира Ильича Ленина.
Герой Труда (1929). Доктор педагогических наук. Почётный член АН СССР (1931). Член Президиума Верховного Совета СССР. Член ЦК ВКП(б).

## Биография

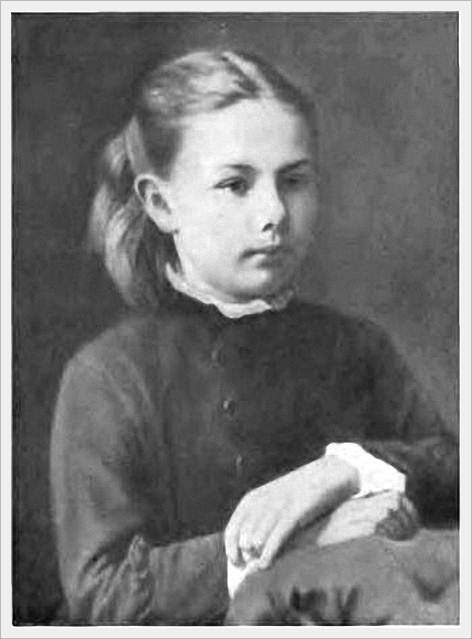
Надя Крупская в 10 лет

Надежда Константиновна Крупская родилась 14 (26) февраля в 1869 году в Санкт-Петербурге в бедной дворянской семье военного и гувернантки. Отец — поручик Константин Игнатьевич Крупский (1838—1883), участвовал в Комитете русских офицеров, поддерживал участников Польского восстания 1863 года. Мать — Елизавета Васильевна (урождённая Тистрова; ок. 1841—21.03.1915), гувернантка.
С марксизмом Н. К. Крупская познакомилась, вероятно, раньше Ленина, так как её с матерью опекал Николай Утин после смерти отца К. И. Крупского (который участвовал в работе Русской секции I Интернационала как помощник Николая Утина, а тот, в свою очередь, поддерживал контакты непосредственно с Марксом).
Надежда Крупская хорошо знала некоторых эсеров-террористов, разбиралась в оружии, взрывчатке и т. д.
В 1887 году окончила с золотой медалью частную женскую гимназию Оболенской в Петербурге.

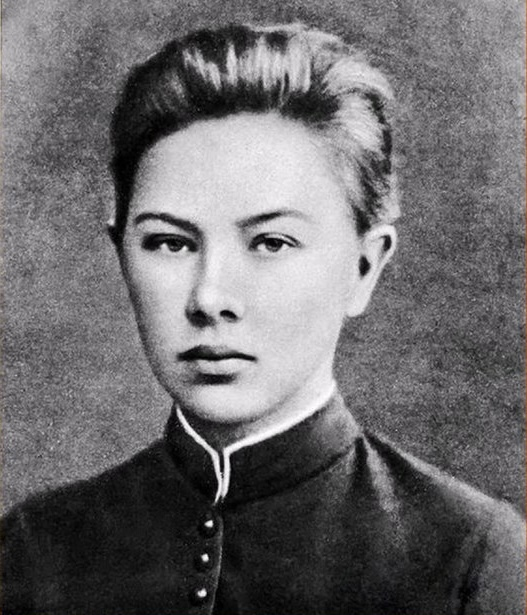
Надежда Крупская после окончания гимназии (1887)

В 1889 году Крупская поступила на Бестужевские курсы в Санкт-Петербурге, но училась там лишь год. Во время обучения вступила в студенческий марксистский кружок в 1890 году. С 1891 по 1896 годы преподавала в Петербургской вечерней воскресной школе для взрослых за Невской заставой на Шлиссельбургском тракте, занимаясь пропагандистской работой. Крупская не только сама три раза побывала в 1894 году на квартире Страннолюбского, где демонстрировалось «Распятие» Николая Ге, запрещённое для публичного экспонирования на территории Российской империи, но и привела своих учеников — около десяти рабочих петербургских заводов. На них картина произвела сильное впечатление. Один из них, по фамилии Фунтиков, рассказал автору собственное понимание картины: «Какими-то судьбами выплыли на сцену капиталист и рабочий, рабочее движение, социализм. Внешне это было нелепо, но внутренне, логически — осмысленно. И то, что хотел сказать Фунтиков, поняли и его товарищи, сочувственно поддержавшие его». Художник со слезами на глазах обнял Фунтикова и сказал, что он именно это и хотел сказать картиной.
В феврале 1894 года познакомилась с молодым марксистом Владимиром Ульяновым (Лениным) по партийной кличке «Старик». Вместе с ним участвовала в организации и деятельности «Союза борьбы за освобождение рабочего класса». 

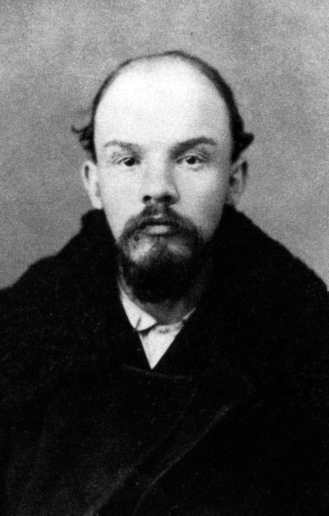
Владимир Ильич Ульянов (Ленин) -будущий муж, Санкт-Петербург арест 21 декабря 1895 г.

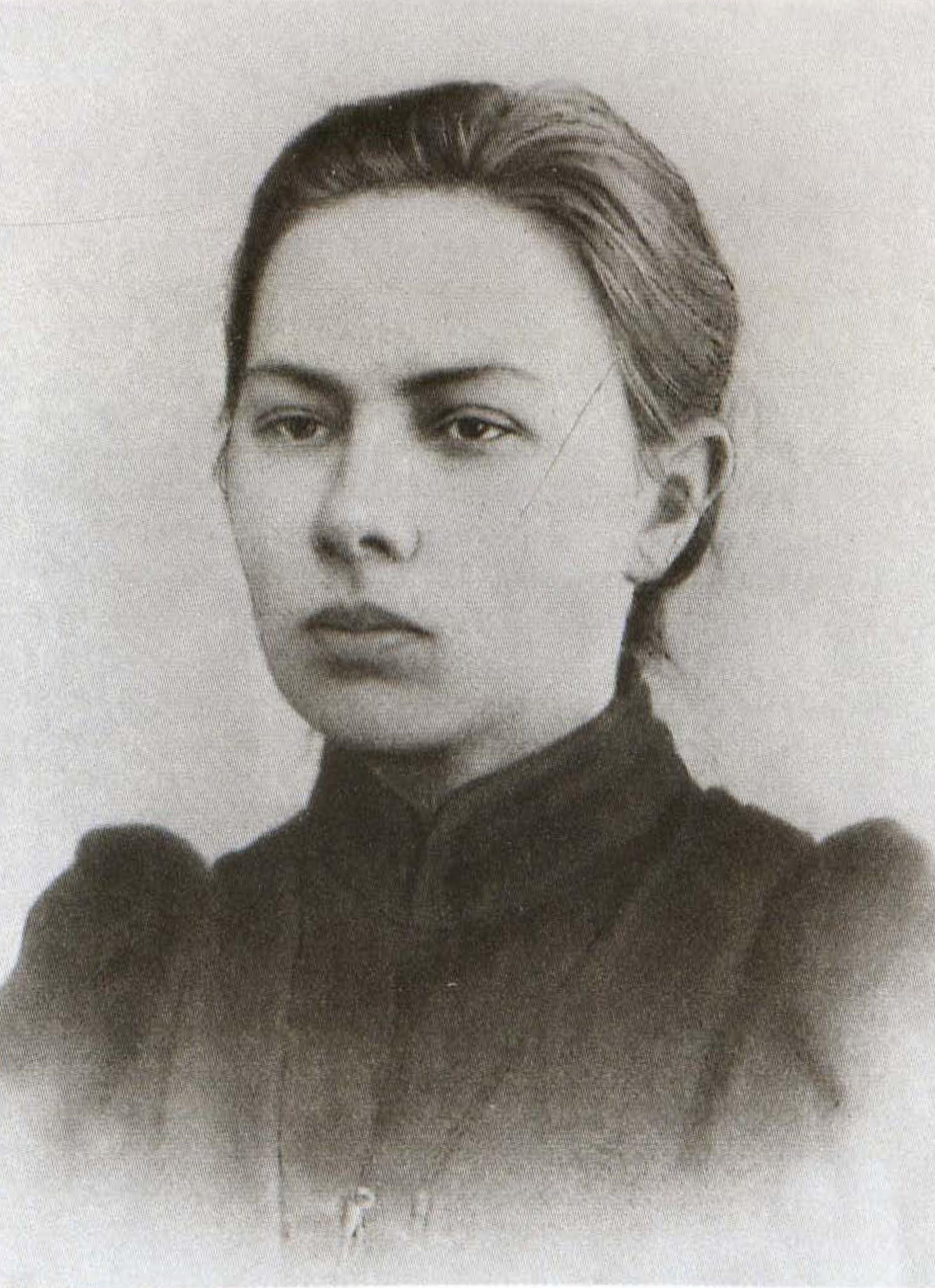
Надежда Крупская в 1895 г.

24 августа 1896 года была арестована Надежда Крупская. Владимир Ульянов уже находился к этому моменту под арестом. После 7-месячного заключения Крупская сослана в Уфимскую губернию, но отбывала ссылку в Сибири, в селе Шушенском, где 10 (22) июля 1898 года вступила в церковный брак с Ульяновым (Лениным). По словам Крупской, это был её первый брак, но не первые отношения: боевик Борис Герман (член партии эсеров, а затем эсеров-максималистов), эмигрировав после революции, утверждал о сожительстве с Крупской до её знакомства с Лениным. Обряд венчания был проведён в местной церкви Святых Петра и Павла священником Иоанном Орестовым. Обручальные кольца были изготовлены из медных пятаков одним из местных ссыльных мастеров.

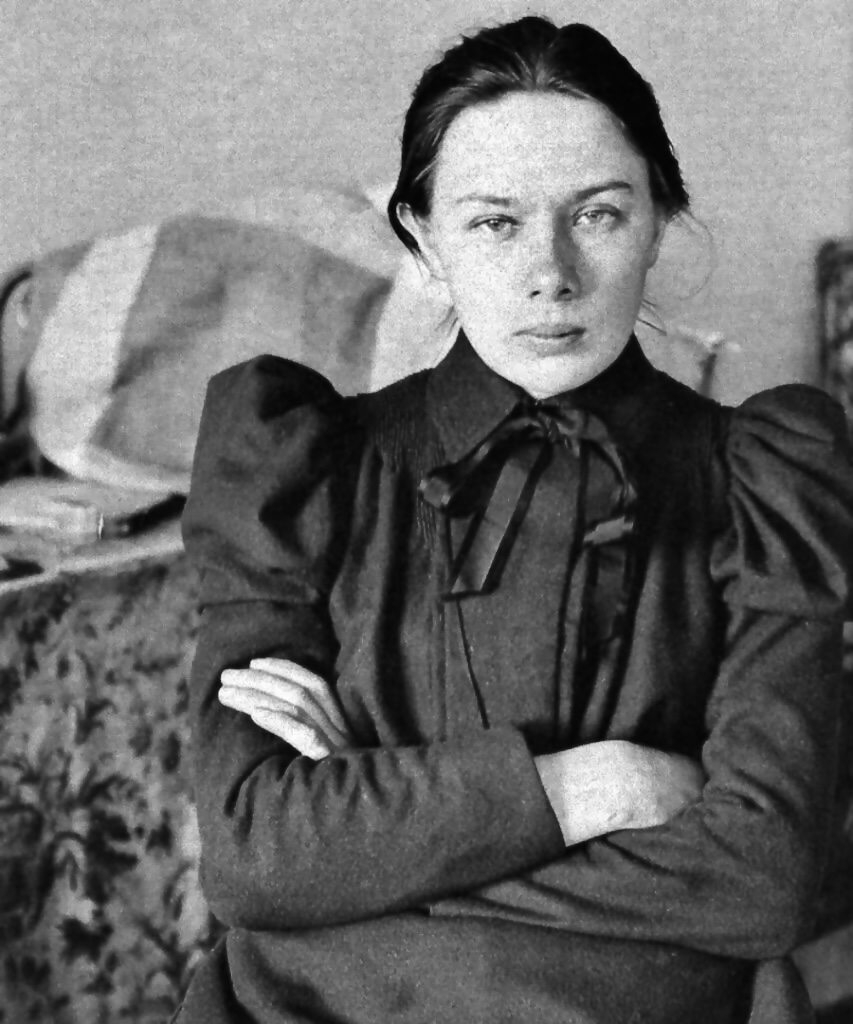
Надежда Крупская после выхода из тюрьмы. Петербург, 1898 год

В 1898 году вступила в РСДРП. Была известна под рядом партийных псевдонимов (Саблина, Ленина, Н. К., Артамонова, Онегина, Рыба, Минога, Рыбкина, Шарко, Катя, Фрей, Галлилей).
В 1899 году Крупской был поставлен диагноз: базедова болезнь. Это заболевание щитовидной железы может привести к бесплодию. Надежда Константиновна многие годы лечилась в Австрии, потом в Швейцарии, но результаты остались неутешительными. Матерью она стать так и не смогла, хотя и очень хотела этого.
В 1901 году эмигрировала в Мюнхен, была секретарём газеты «Искра». Участвовала в подготовке и проведении съезда РСДРП в Лондоне. В 1905 году вместе с Лениным вернулась в Россию, была секретарём ЦК. После разгрома Революции 1905—1907 годов в России отправилась во вторую эмиграцию. Работала преподавателем в партийной школе в Лонжюмо под Парижем в 1911 году. В качестве секретаря Ленина помогала налаживать связь с партийными организациями в России, принимала активное участие в работе большевистской прессы.
В 1914 году выступила одним из инициаторов издания легального большевистского журнала для женщин «Работница», была членом его заграничной редакции. В годы Первой мировой войны разделяла позицию Ленина о необходимости военного поражения России, участвовала в подготовке Циммервальдской (1915) и Кинтальской (1916) международных социалистических конференций (в них участвовали социалисты — сторонники военного поражения своих стран).

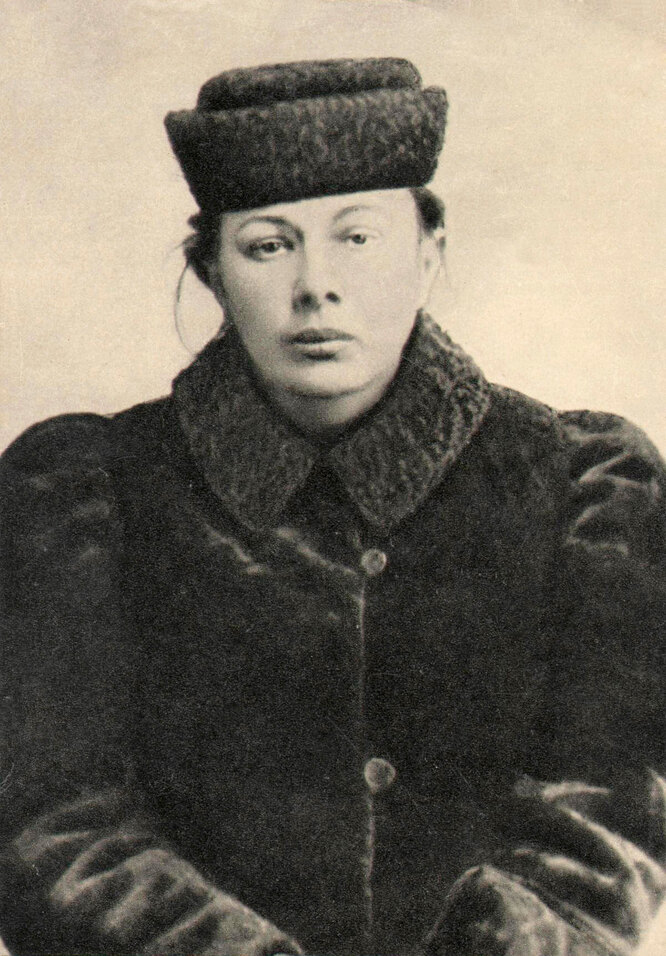
Надежда Крупская 1915—1916 годы в бархатном пальто и шляпке «таблетка»

В книге Хелен Раппапорт «Заговорщик» рассказывается о подробностях жизни Ленина и Крупской в эмиграции парижского периода — в частности, об отношениях с Инессой Арманд: «Есть неверное представление о том, что Ленин и Надя жили в изгнании весьма комфортно, что они были этакими буржуа, что партия о них заботилась. На самом деле это неправда. Они жили в ужасной, бедной квартире с минимумом мебели, потому что по природе оба были очень бережливы, хотя оба получали зарплату от партии и дополнительно зарабатывали переводами. А Ленин к тому же писал огромное количество статей для политических изданий».

### После Октябрьской революции
В апреле 1917 года вместе с Лениным вернулась в Россию, была помощницей Ленина в подготовке и проведении Октябрьской революции. Занималась организацией пролетарского юношеского движения, стояла у истоков Социалистического союза рабочей молодёжи, комсомола и пионерской организации.
С 1917 года Крупская являлась членом управы Выборгского района Петрограда и Государственной комиссии по просвещению, и, благодаря пропаганде и внедрению ею системы дошкольного образования, стали массово и повсеместно создаваться и обустраиваться оборудованные детские площадки, что было связано с началом развития всей государственной системы детских садов.

В 1920 году была председателем Главполитпросвета при Народном комитете просвещения; выступила инициатором создания общества «Друг детей». В дискуссии о применении в воспитании советских детей скаутской методики считала, что пионерская организация должна быть скаутской по форме и коммунистической по содержанию. Этому вопросу была посвящена статья Крупской «РКСМ и бойскаутизм». Вместе с немецким коммунистом Эдвином Гёрнле разрабатывала вопросы пролетарского, коммунистического воспитания детей. 
С 1924 года — член ЦКК партии,

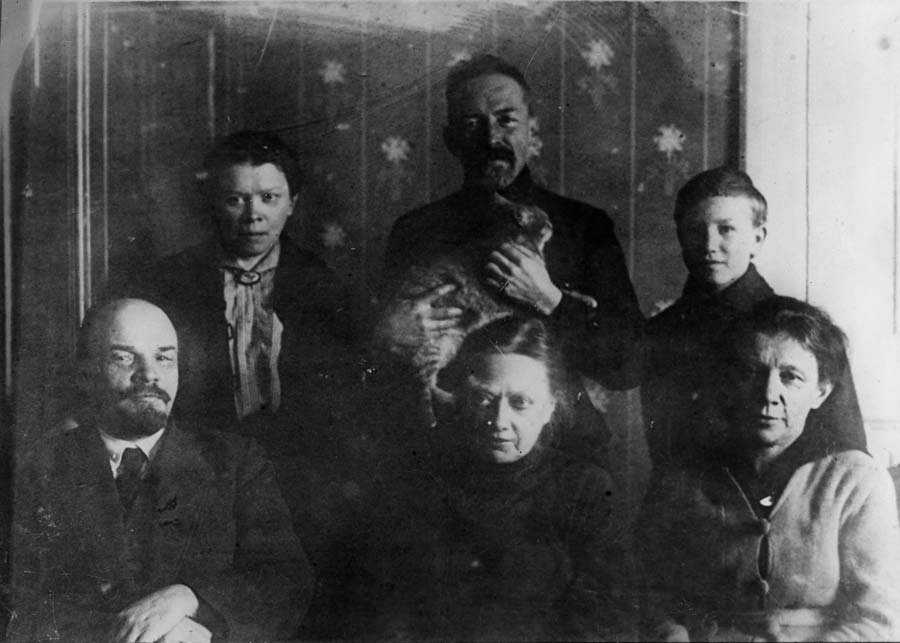
Квартира в Кремле Н. К. Крупская с мужем В. И. Лениным, деверем Ульяновым и золовками Ульяновой, Ульяновой-Елизаровой и её воспитанником. Сидят — В. И. Ленин, Н. К. Крупская, А. И. Ульянова-Елизарова; стоят — М. И. Ульянова, Д. И. Ульянов и воспитанник А.И. и М. Т. Елизаровых Гора Лозгачев. Осень 1920 г. Москва, Кремль.

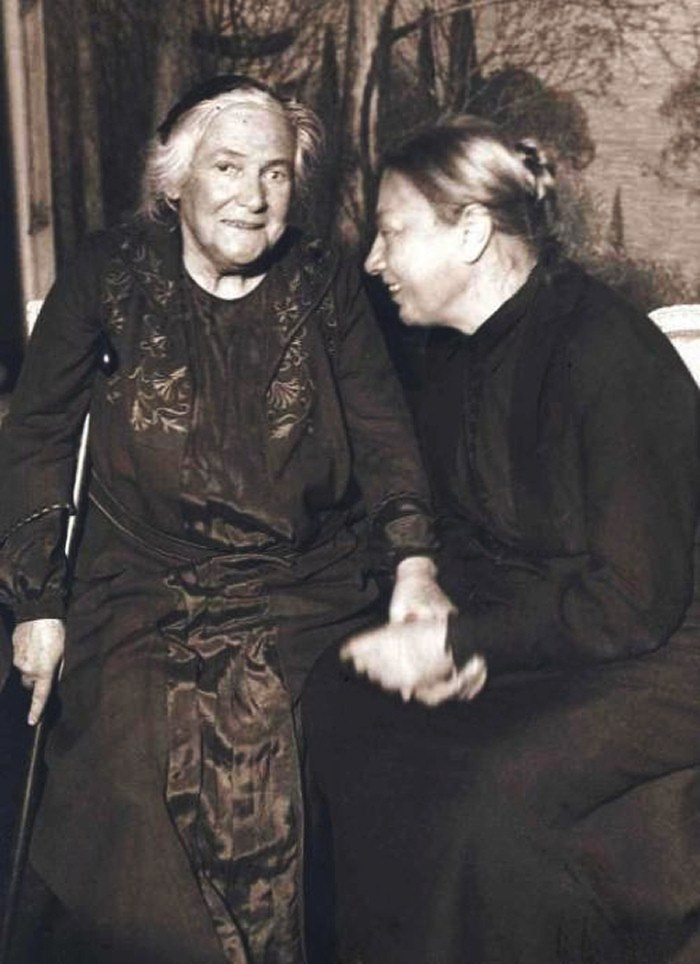
Клара Цеткин и Надежда Крупская в 1927 г.

с 1927 года — член ЦК ВКП(б). На XIV съезде партии (декабрь 1925 года) Крупская поддержала «новую оппозицию» — Григория Зиновьева и Льва Каменева в их борьбе против Сталина. Последний назвал выступление Крупской «чушью», после чего на неё обрушились его соратники. В ответ Крупская заявила о намерении эмигрировать в Великобританию. Это заявление «мадам Лениной» освещалось в зарубежной прессе и даже обсуждалось в Палате общин.

Как идеолог коммунистического воспитания критиковала педагогическую систему, разработанную Антоном Макаренко: после её критического выступления на съезде комсомола в мае 1928 года Макаренко был в скором времени снят с руководства колонией имени Горького. 

Надежда Крупская среди пионеров — детей рабочих кирпичного завода им. Л. М. Книпович, 19 сентября 1928 года

С 1929 года — заместитель наркома просвещения РСФСР. Крупская стала одним из создателей советской системы народного образования, сформулировав основную задачу нового просвещения: «Школа должна не только обучать, она должна быть центром коммунистического воспитания». Ей была присуждена учёная степень доктора педагогических наук.
Крупская была активистом советской цензуры и антирелигиозной пропаганды, инициировала чистку библиотек от «идеологически вредной и застарелой» литературы. Одним из мишеней её критики стали детские произведения Корнея Чуковского. В феврале 1928 года «Правда» поместила статью Крупской «О „Крокодиле“ Чуковского». Критика вдовы Ленина означала в то время фактический запрет на профессию. В декабре 1929 года Чуковский опубликовал в «Литературной газете» письмо, в котором отрёкся от своих сказок (и после этого до 1942 года не написал ни одной сказки в стихах).

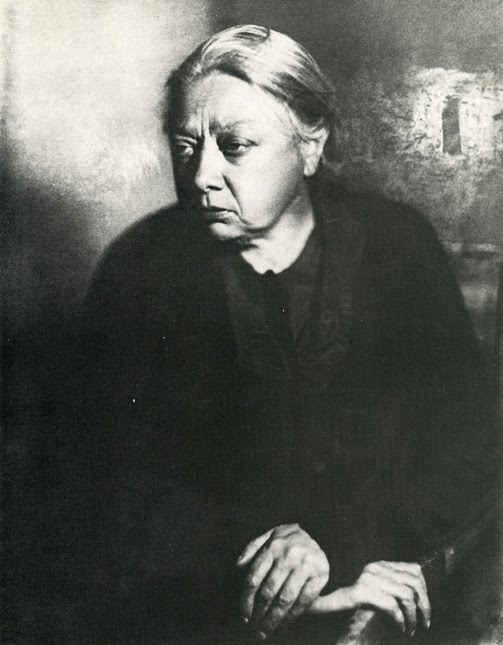
Надежда Крупская, 1936 год

Впоследствии Крупская вышла из оппозиции и призывала других оппозиционеров примкнуть к позиции ЦК, выступала на пленумах ЦК партии и голосовала за предание суду Николая Бухарина, за исключение из партии Льва Троцкого, Григория Зиновьева, Льва Каменева.
Крупская — автор многочисленных работ о своём муже В. И. Ленине, трудов по коммунистическому воспитанию, педагогике и истории партии большевиков. Крупская активно переписывалась с пионерами, советскими детьми. Была инициатором открытия многих музеев в СССР, в том числе музеев Белинского и Лермонтова в Пензенской области.
До конца жизни выступала в печати, оставаясь членом ЦК ВКП(б), ВЦИК и ЦИК СССР. В 1937 году избрана депутатом Верховного Совета СССР 1-го созыва. Член Президиума Верховного Совета СССР. В 1938 году консультировала писательницу Мариэтту Шагинян по различным сторонам жизни Ульяновых для книги «Билет по истории».

## Смерть

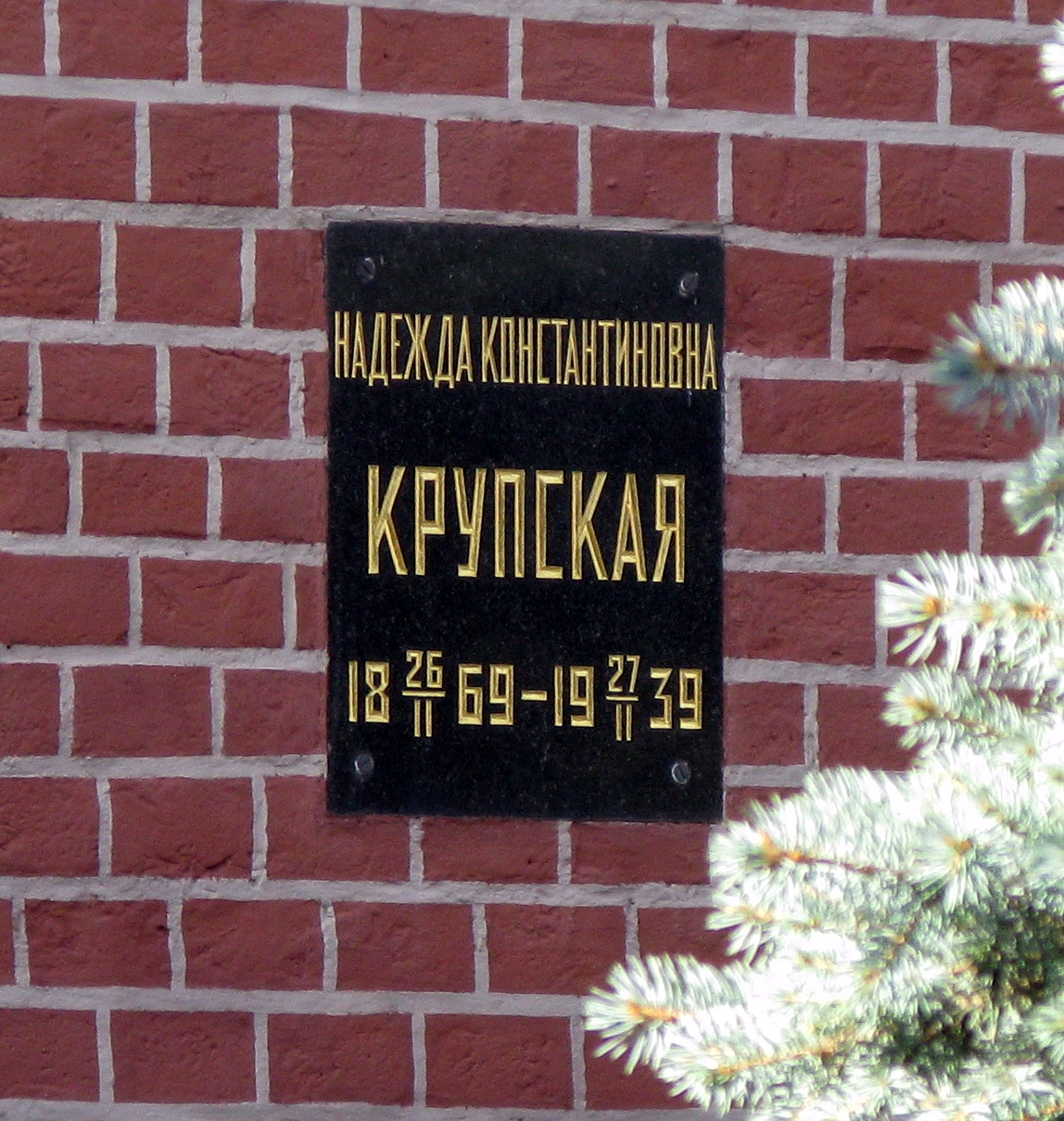
Могила. Урна с прахом Надежды Константиновны Крупской размещена в Кремлёвской стене на Красной площади в Москве

Крупская скоропостижно скончалась от перитонита 27 февраля 1939 года, на следующий день после своего 70-летия. Карета скорой помощи добиралась в квартиру Крупской целых 3,5 часа, а в больницу она была доставлена через 9,5 часов после начала приступа, что сделало её положение безнадёжным.
Тело Крупской было кремировано, урна с прахом помещена в Кремлёвскую стену на Красной площади в Москве.
Крупскую похоронили 2 марта 1939 года, на её погребение власти потратили 207 024 руб. 20 коп. Основную часть этой суммы истратили на сопутствующие расходы: музыкальное оформление (было задействовано несколько профессиональных оркестров), оформление залов, питание приглашённых. Так, тресту похоронного обслуживания за собственно погребение Крупской было уплачено 8562 руб. 24 коп. — за гроб, урну, процедуру кремации, цветы, декоративные растения и «разные материалы».

## Семья

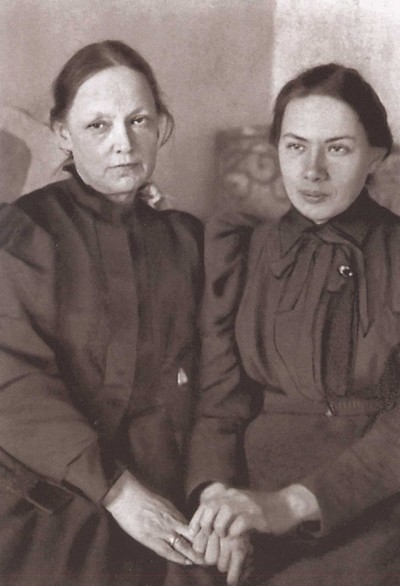
Елизавета Васильевна и Надежда Крупские в 1898 году
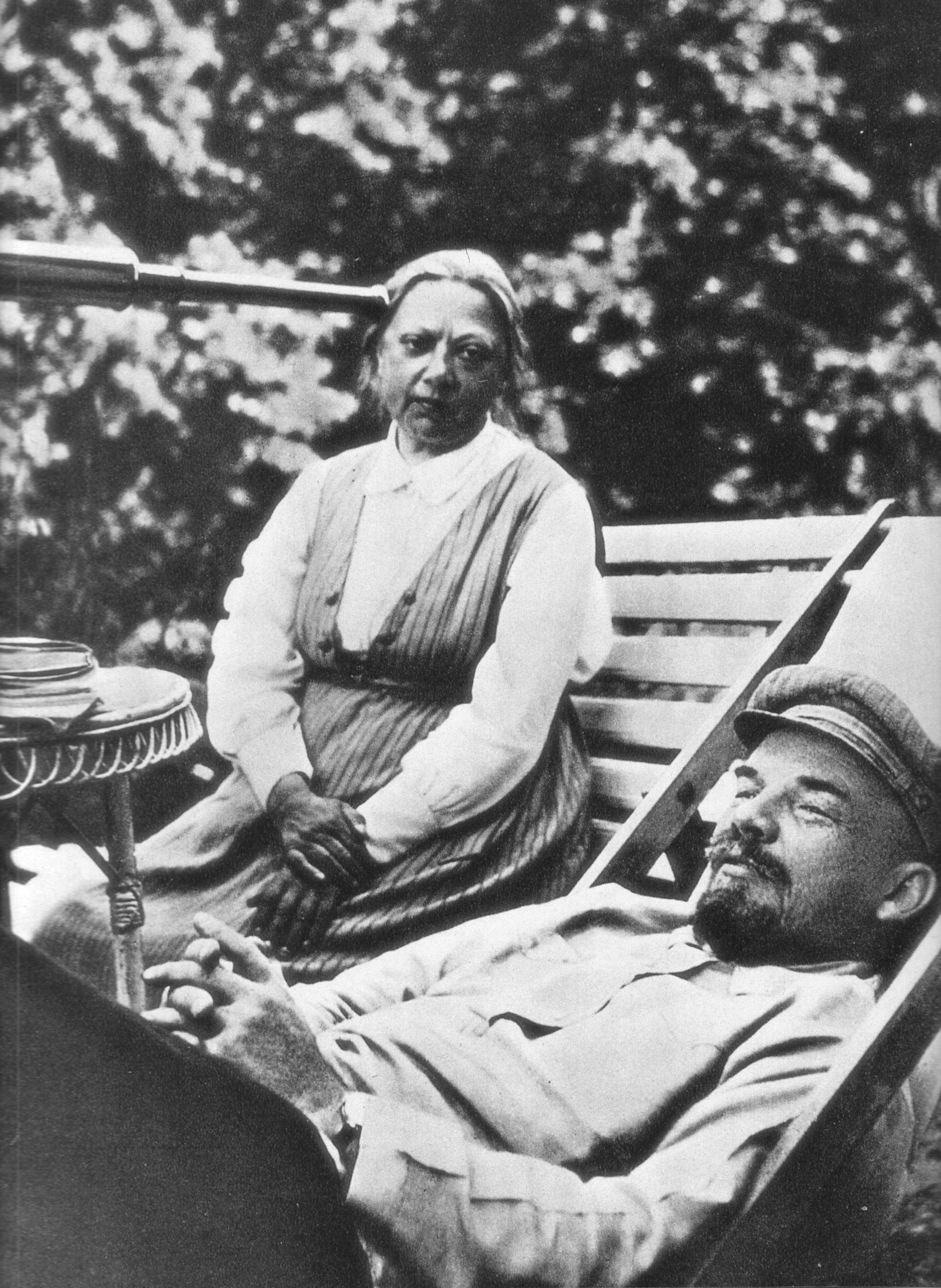
Владимир Ленин и Надежда Крупская, 1922 год
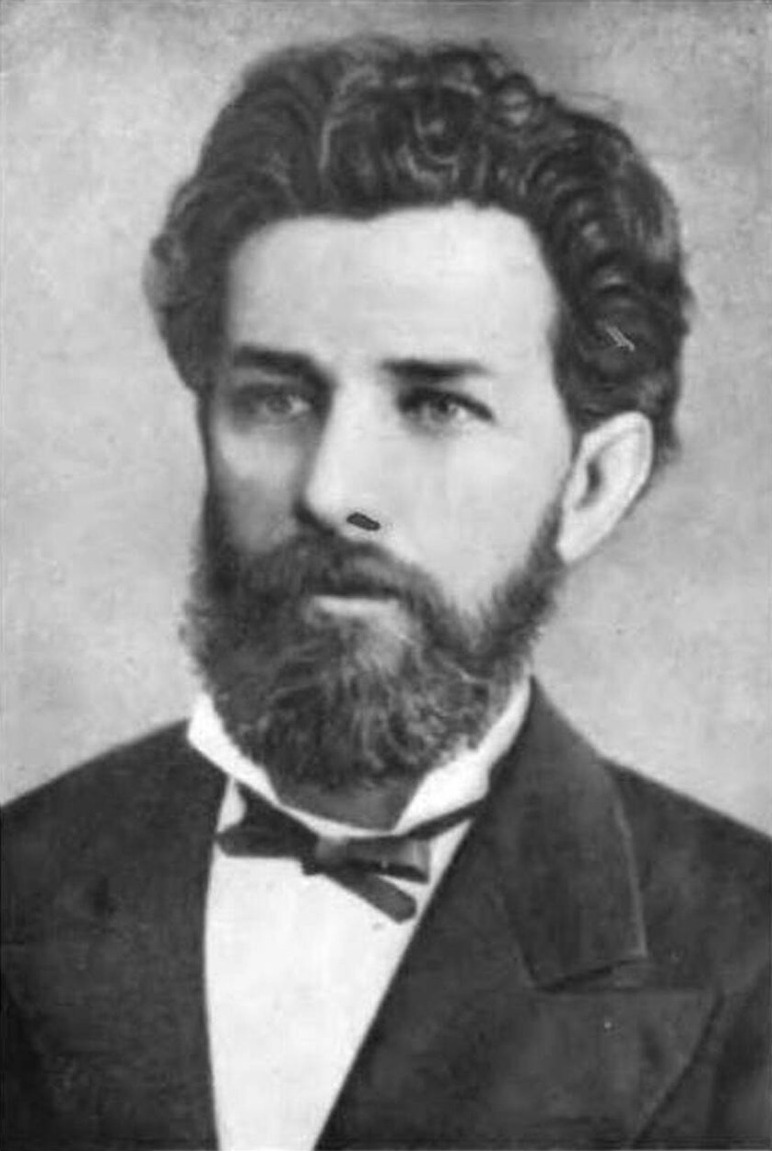
Константин Игнатьевич Крупский, 1890 год

- Дед — Игнатий Андреевич Крупский (1794 — ?)[33].
- Дед по матери — Василий Иванович Тистров (1799—1870), горный инженер, рудознатец, управляющий Барнаульского сереброплавильного завода, Сузунского медеплавильного завода, Томского железоделательного завода, первый пристав Барнаульского краеведческого музея.
- Бабушка по матери — Александра Гавриловна Тистрова (д. Фролова), внучка изобретателя-гидротехника Козьмы Дмитриевича Фролова (1726—1800), управляющий Змеегорскими рудниками[34].
- Отец — Константин Крупский (1838—1883), поручик, участвовал в восстании 1863 года на территории бывшей Речи Посполитой.
- Мать — Елизавета Васильевна Крупская (д. Тистрова) (1843—1915), гувернантка.
- Муж (с 1898 года) — Владимир Ильич Ульянов (Ленин) (1870—1924). Брак был бездетным.

## Адреса в Санкт-Петербурге — Петрограде

#### Места жительства
- Весна — лето 1895 года — доходный дом, Знаменская улица, 12;
- 23—30.11.1905 — Невский проспект, 90;
- 01—04.12.1905 — доходный дом, Греческий проспект, 15;
- 01—02.1906 — доходный дом Оливье, Пантелеймоновская улица, 5;
- начало 1905 — начало 08.1906 года — Забалканский проспект, 18;
- 04.04.—05.07.1917 — квартира Елизаровых, Широкая улица, д. 48, кв. 24; ныне ул. Ленина, д. 52;
- 11.1917 — квартира В. Д. Бонч-Бруевича, Херсонская улица, 5.

#### Места работы (службы)
- 1891—1896 — Смоленская (Корниловская) школа, проспект Обуховской Обороны, 107Б (улица Ткачей, 2)[35].

## Награды
- Герой Труда (1929)
- Орден Ленина (1935)
- Орден Трудового Красного Знамени (11.03.1929)

## Память
- Музей Н. К. Крупской в Москве.
- Государственная премия РСФСР имени Н. К. Крупской.
- Премия ЮНЕСКО имени Н. К. Крупской за особые заслуги в области распространения грамотности.
- В честь Крупской названы улицы, переулки, проезды и т. д. во многих населённых пунктах бывшего СССР.
- Областная научная библиотека имени Н.К. Крупской в Астрахани.

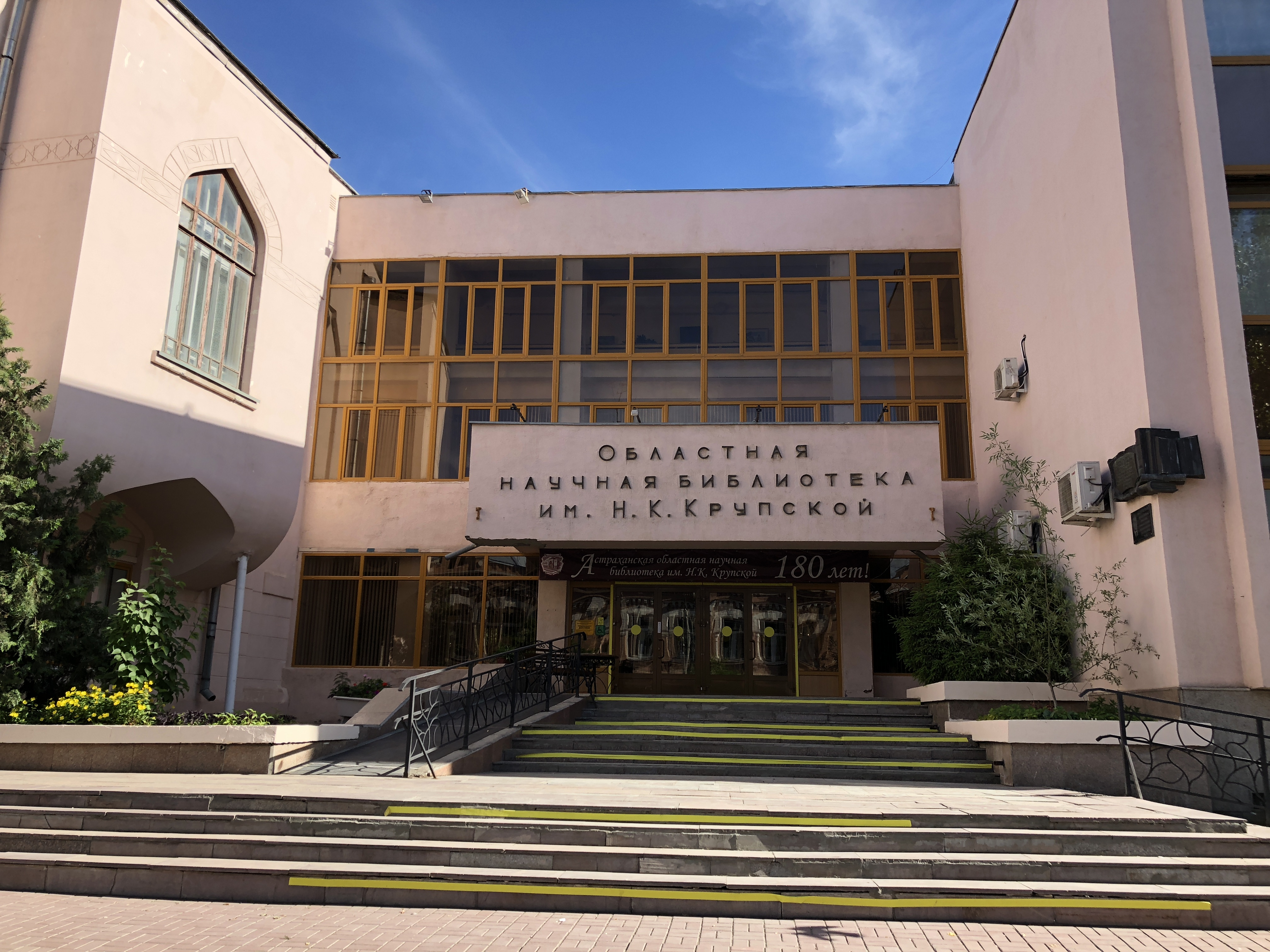

- Харьковский театр кукол долгие годы носил имя Н. К. Крупской.
- В честь Н. К. Крупской названы: мыс в Карском море (мыс Крупской: архипелаг Северная Земля, остров Пионер; название мысу присвоено в 1931 году); остров в Карском море (остров Крупской в архипелаге Северная Земля; название острову присвоено в 1953 году)[36].

### Памятники
- Памятник Крупской (Москва)

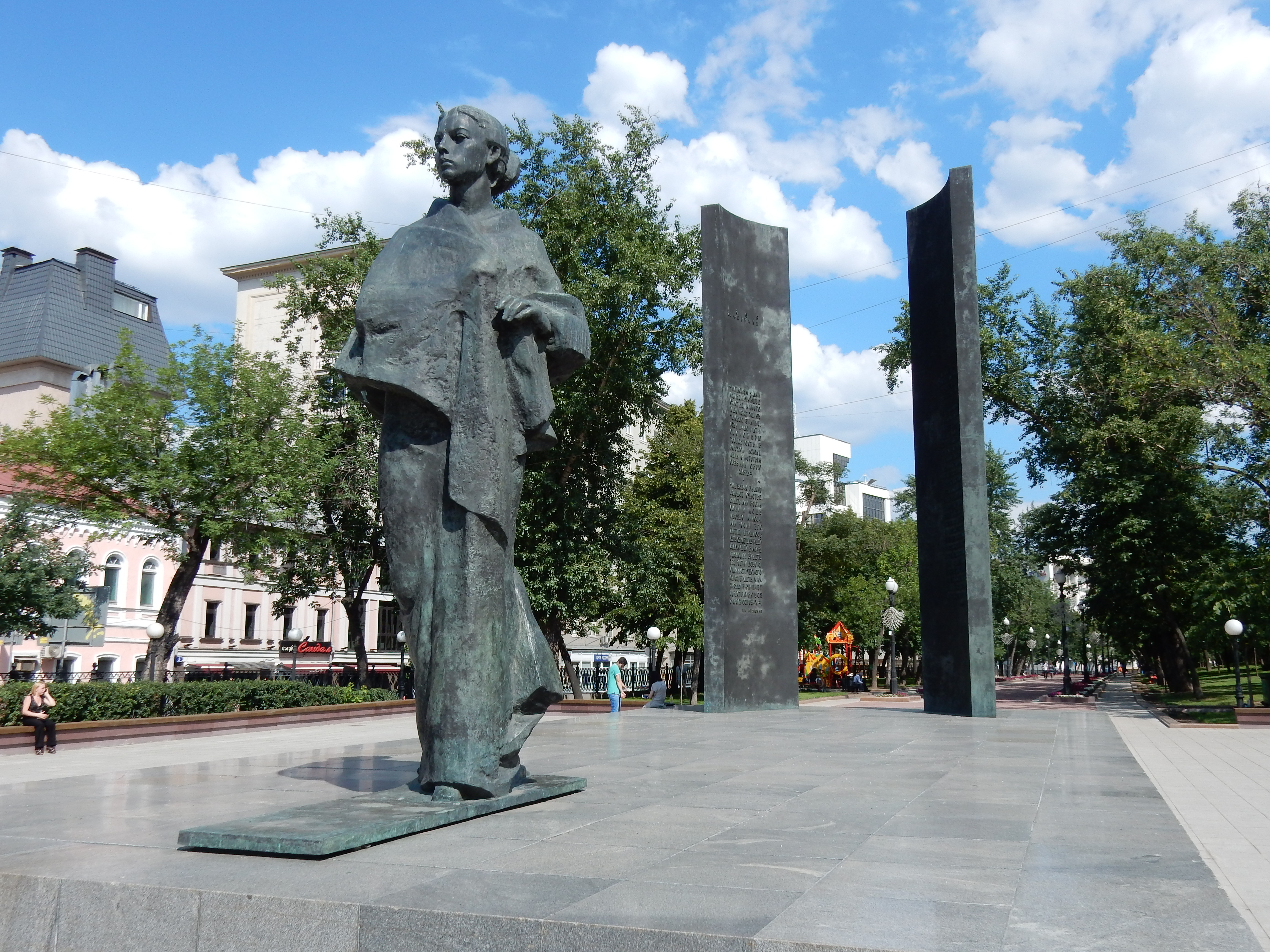
Памятник Надежде Константиновне Крупской на Сретенском бульваре в Москве

- Памятник Крупской и Ленину 1989 (Москва)
- Памятник Крупской в КБР, Лескенский район, с. Озрек
- Статуя на территории Артека, ЮБК
- Памятник-бюст в Волоконовке
- Памятник-бюст в Чебоксарах

### Почтовые марки, памятники и мемориальные доски
- Почтовые марки в честь Крупской были выпущены в СССР (1956, 1964) и в Болгарии (1960)[источник не указан 1819 дней].

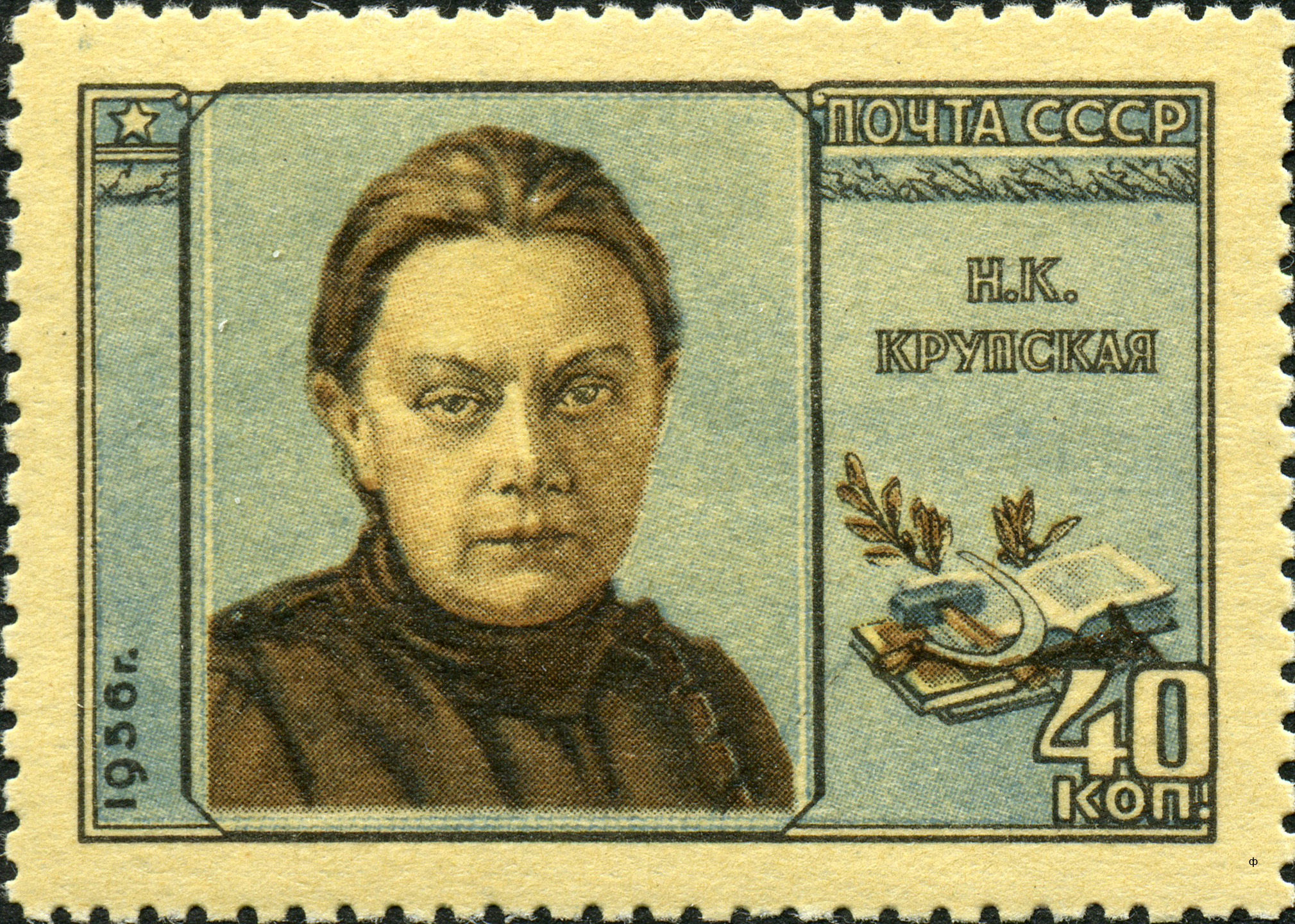
Почтовая марка СССР, 1956 год
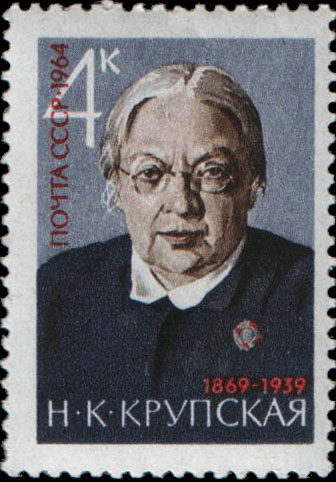
Почтовая марка СССР, 1964 год
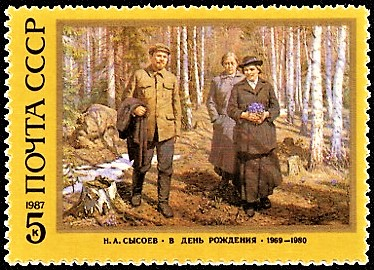
Почтовая марка СССР. Н. А. Сысоев. «В день рождения». (1960).
Памятная доска Н. Крупской, расположенная на доме № 6 по Чистопрудному бульвару в Москве
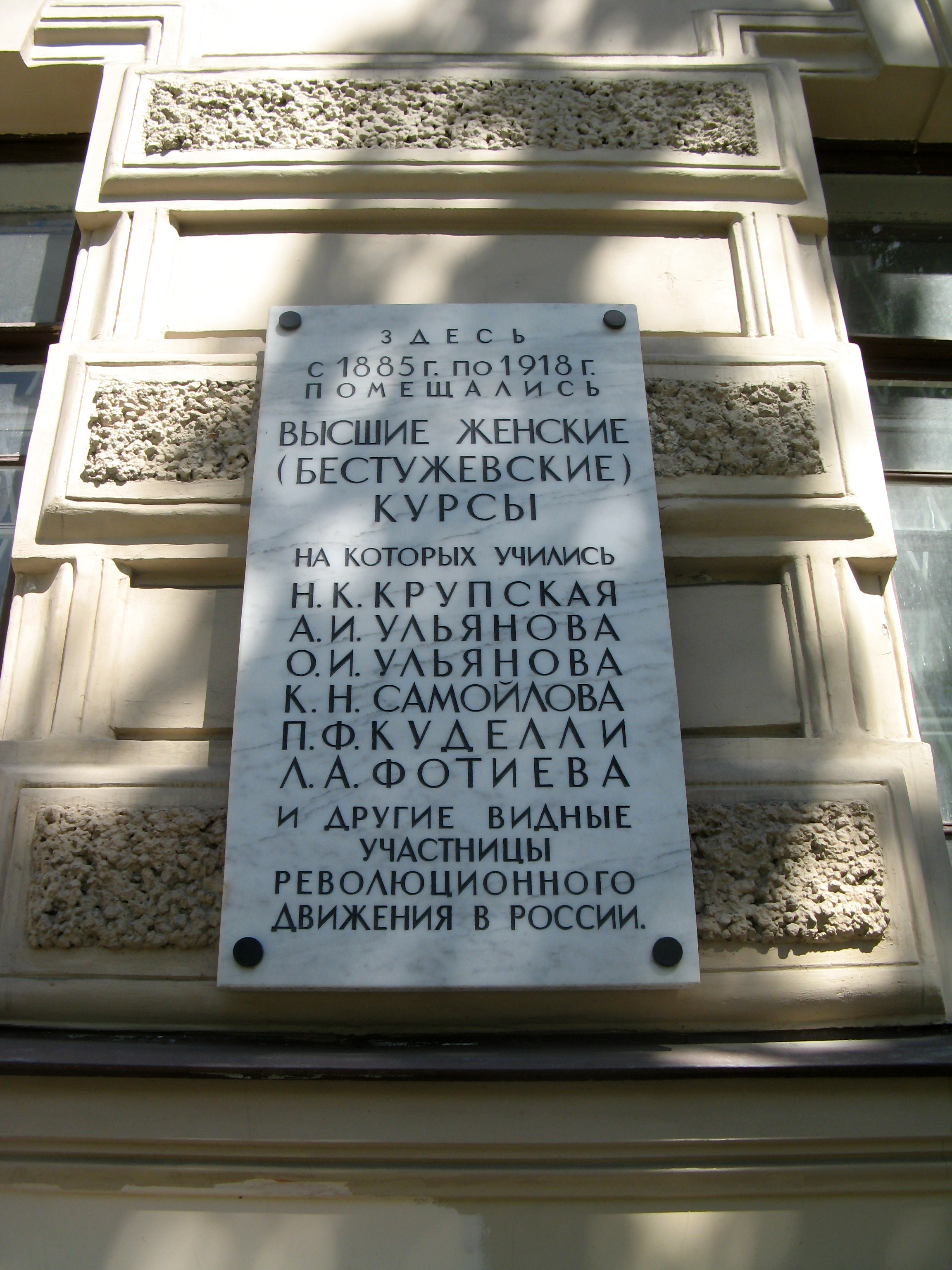
Мемориальная доска на Бестужевских курсах, где училась Надежда Константиновна Крупская
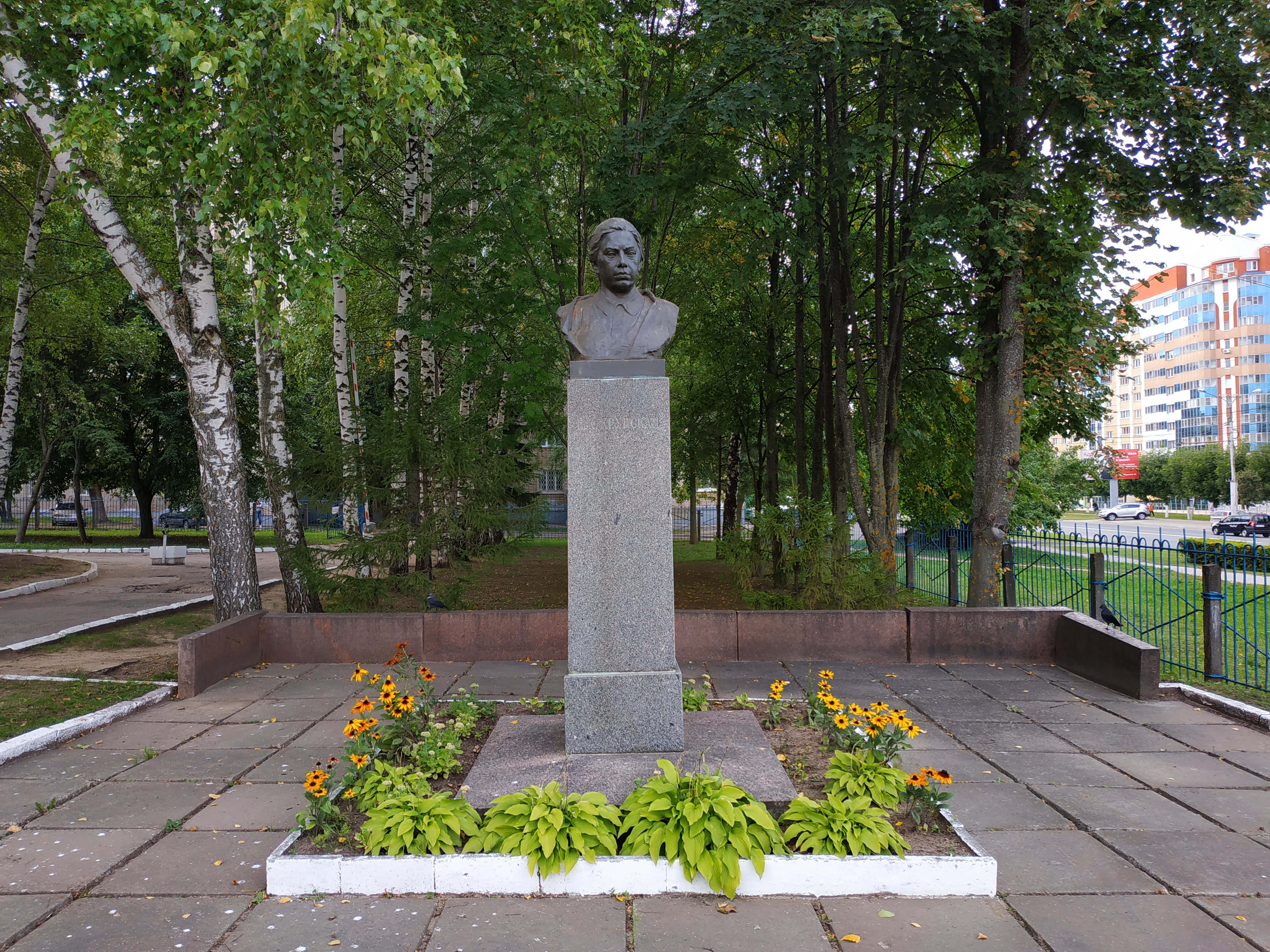
Бюст в городе Чебоксары 1957 года

## В культуре

### Художественная литература
- Александр Солженицын. Красное колесо.

### Киновоплощения
- Зинаида Добина («Ленин в 1918 году», 1939)
- Мария Пастухова («Пролог», 1956, «Рассказы о Ленине», 1957, «Лично известен», «Шли солдаты», 1958, «Чрезвычайное поручение», 1965, «Штрихи к портрету В. И. Ленина», 1969).
- В. Бренер («В дни Октября», 1958)
- Людмила Охотникова («Сквозь ледяную мглу», 1965)
- Елена Ситко («В начале века», 1961, «Ленин в Швейцарии», 1965, «Ссыльный N 011», 1978)
- Эмма Попова («На одной планете», 1965, «Поезд в завтрашний день», 1970)
- Эльмира Капустина («Верность матери»), 1966)
- Анна Лисянская («Ленин в Польше», 1966)
- Сента Соммерфельд («Bürgerkrieg in Rußland» (телесериал) ФРГ, 1967)
- Вивиан Пиклес («Николай и Александра» Nicholas and Alexandra (1971)
- Наталья Белохвостикова («Надежда», 1973)
- Ия Саввина («Звёздный час», 1973)
- Линн Фэрлейн («Падение орлов» «Fall of Eagles» Англия, 1974)
- Мария Мерико («Staline-Trotsky: Le pouvoir et la révolution», Франция, 1979)
- Валентина Светлова («Ленин в Париже», 1981)
- Клер Маффей («Ленин», Франция, 1982)
- Ева Брумби «Человек по имени Парвус» / Ein Mann namens Parvus (ФРГ, 1984)
- Лесли Карон («Ленин. Поезд», 1988)
- Полли Уолкер (Screen Two. The Kremlin, Farewell (телесериал) Англия, 1990)
- Лидия Драновская («Враг народа — Бухарин», 1990)
- Мириам Маргулис («Сталин», 1992)
- Людмила Титова («Раскол», 1993)
- Юрий Стоянов («Городок», рубрика «ЖЗЛ»)
- Людмила Смородина («Ленин в огненном кольце», 1993)
- Хелен Ваннари («Все мои Ленины», Эстония, 1997)
- Мария Кузнецова («Телец», 2001)
- Наталья Орлова («Stalin: Inside the Terror», Англия, 2003)
- Валентина Касьянова («Гибель империи», 2006)
- Ирина Чипиженко («Жена Сталина», 2006)
- Дарья Екамасова («Демон революции», 2017)
- Александра Ремизова («Троцкий», 2017)
- Татьяна Рябоконь («Крылья империи», 2017)

## Труды
- Крупская Н. К. Педагогические сочинения в 10 т. Т.1. Автобиографические статьи. Дореволюционные работы.-М.: Изд-во АПН,1957. (недоступная ссылка)
- Крупская Н. К. Педагогические сочинения в 10 т. Т.2. Общие вопросы педагогики. Организация народного образования в СССР. (недоступная ссылка)- М,: Изд-во АПН,1958.
- Крупская Н. К. Педагогические сочинения в 10 т. Т.3. Обучение и воспитание в школе.-М: Изд-во АПН,1959.
- Крупская Н. К. Педагогические сочинения в 10 т. Т. 4. Трудовое воспитание и политехническое образование.-М.: Изд-во АПН, 1959.
- Крупская Н. К. Педагогические сочинения в 10 т. Т. 5. Детское коммунистическое движение. Пионерская и комсомольская работа. Внешкольная работа с детьми. — М.: Изд-во АПН,1959.
- Крупская Н. К. Педагогические сочинения в 10 т. Т. 6. Дошкольное воспитание. Вопросы семейного воспитания и быта.- М.: Изд-во АПН,1959.
- Крупская Н. К. Педагогические сочинения в 10 т. Т. 7. Основы политико-просветительской работы.- М.: Изд-во АПН,1959.
- Крупская Н. К. Педагогические сочинения в 10 т. Т.8. Библиотечное дело. Избы-читальни. Клубные учреждения. Музеи.- М. : Изд-во Акад. пед. наук РСФСР, 1960.
- Крупская Н. К. Педагогические сочинения в 10 т. Т.9. Ликвидация неграмотности и малограмотности. Школы взрослых. Самообразование. — М. : Изд-во Акад. пед. наук РСФСР, 1960.
- Крупская Н. К. Педагогические сочинения в 10 т. Т.10. Рецензии. Отзывы. Замечания.— М. : Изд-во Акад. пед. наук РСФСР, 1962.
- Крупская Н. К. Педагогические сочинения в 10 т. Т.11 (Дополнительный). Письма. Дневник поездки на пароходе «Красная звезда». — М. : Изд-во Акад. пед. наук РСФСР, 1963.
- Крупская Н.К. Воспоминания о В.И. Ленине. М., 1931
- Крупская Н.К. Воспоминания о В.И. Ленине. Ч. 1-3. М., 1933-1934
- Крупская Н.К. Воспоминания о В.И. Ленине.  М., 1957
- Крупская Н.К. О Владимире Ильиче Ленине. М., 1970
- Крупская Н.К. Воспоминания о В.И. Ленине.  М., 1986

## Мемуары
- Надежда Крупская Мой муж Владимир Ленин. — Серия: Наследие кремлёвских вождей. — М., Алгоритм, 2013. — ISBN 978-5-4438-0520-7 — 432 c.